# Emiliano Aguirre Enríquez
Emiliano Aguirre Enríquez   (Ferrol, 5 d'octubre de 1925 - Burgos, 11 d'octubre de 2021) va ser un paleontòleg gallec. La seva principal aportació a la paleoantropologia va ser l'inici de l'estudi dels jaciments plistocens de la serra d'Atapuerca, les excavacions de la qual va dirigir des de 1978 fins a la seva jubilació, el 1990. Va ser Premi Príncep d'Astúries i acadèmic numerari de la Reial Acadèmia de Ciències Exactes, Físiques i Naturals.

## Biografia

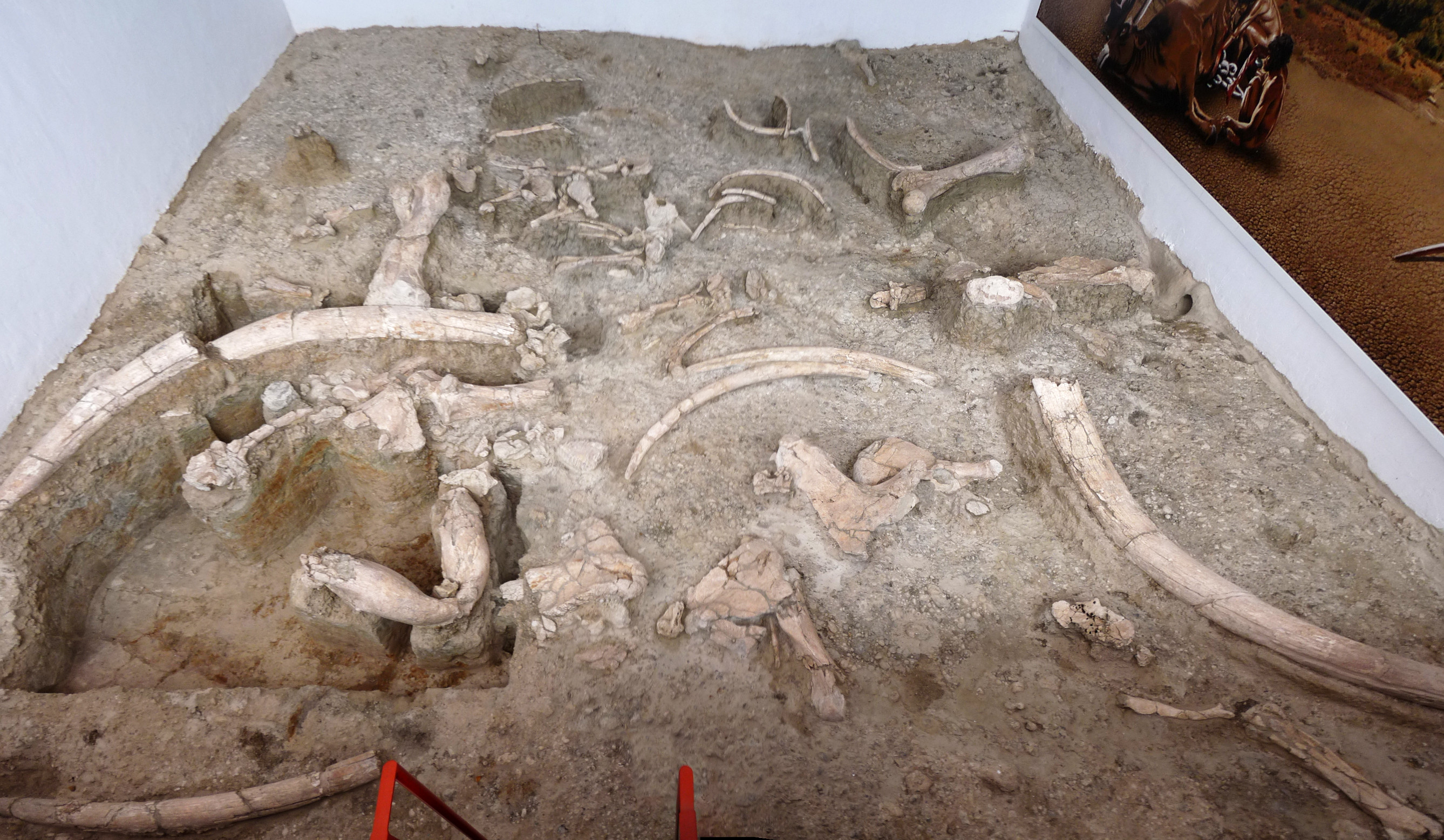
Museu d' Ambrona, ideat per Aguirre el 1963, va ser el primer museu amb exposició in situ de restes fòssils a Europa (restes de l'elefant Palaeoloxodon antiquus).

Va estudiar Humanitats i Filosofia en la Facultat Eclesiàstica d'Alcalá (1944-1950), Llicenciat en Ciències Naturals per la Universitat de Madrid (1955) i en teologia per la de Granada (1959). Va pertànyer a la Companyia de Jesús. Doctor en Ciències Biològiques (1966), amb una tesi sobri elefants extints dirigida per Miquel Crusafont i Pairó.
Col·labora com a paleontòleg en les excavacions dels jaciments paleolítics de Torralba i Ambrona (Sòria, 1961-1963). Director de les excavacions al jaciment paleolític de Gándaras de Budiño (O Porriño, 1963).
Professor ajudant de Geologia a l'Escola Tècnica Superior d'Enginyers de Camins, Canals i Ports, Madrid (1965-66); professor visitant d'Antropologia en la Pontifícia Universitat Catòlica del Perú i en la Universitat Nacional Major de San Marcos de Lima (1967-1968); encarregat de càtedra de Biologia per a Medicina, Universitat Autònoma de Madrid (1969-70); professor agregat de Paleontologia de Vertebrats i Humana, Universitat Complutense de Madrid (1971-74); i catedràtic de Paleontologia a les universitats de Saragossa (1977-79) i Complutense de Madrid (1982-1984). Professor de Recerca del CSIC (1984-1990) i doctor vinculat al CSIC des de la seva jubilació. Director interí del Museu Nacional de Ciències Naturals (1985-86).
És destacable, entre els seus treballs sobre el Quaternari i la seva col·laboració amb la Unió Internacional per a la Investigació del Quaternari (INQUA), la publicació, al costat de Giancarlo Pasini el 1985, de l'estratotip de la base de l'estatge Calabrià, que en aquells dies es considerava l'inici del sistema i període Quaternari en l'escala temporal geològica.
Al llarg de la seva carrera científica ha dirigit les tesis doctorals de prop de trenta investigadors en paleontologia de vertebrats, micropaleontologia, antropologia, geomorfologia, paleoecologia del Neògen, del Quaternari i paleoecologia humana.

## La seva aportació a la difusió de la teoria evolutiva a Espanya
El 1962 Aguirre va publicar la seva conferència «Problemática paleontológica y selección natural», en la qual manifesta clarament la seva defensa de la teoria sintètica de l'evolució, enfront dels plantejaments dirigistas teistes a l'ús en l'època.
El 1966 es va publicar el llibre La Evolución per l'Editorial Católica, en la seva col·lecció Biblioteca de Autores Cristianos («B. A. C.»), que va suposar una autèntica fita per a la difusió social de les idees evolucionistes a Espanya. L'obra estava codirigida pels paleontòlegs Miquel Crusafont, Bermudo Meléndez i Emiliano Aguirre, i comptava amb articles que abastaven l'evolució biològica des de molt diferents enfocaments, incloent les idees dirigistes ortogenètiques de Crusafont, però, sobretot, exposava la teoria sintètica, assumida per la majoria dels autors, entre els quals es trobaven Ramon Margalef i López, Antonio Prevosti, Salustio i Rafael Alvarado, Francisco Bernis o José Antonio Valverde. Segons el paleontòleg José Luis Sanz García (2006), refirint-se a aquesta obra: «A la paleontologia evolutiva espanyola li va costar una mica més que a la resta de les disciplines evolucionistes entrar en la modernitat. Finalment ho va fer, de la mà d'Emiliano Aguirre».

## Divulgació i conservació del patrimoni paleontològic
El 1963 va idear i va dissenyar el Museu d'Ambrona (Ambrona, Soria), que va ser el primer museu amb exposició in situ de restes fòssils a Europa. Conté els fòssils d'elefants en el mateix lloc de la troballa, tal com es van trobar en l'excavació.
El 1972 va promoure l'adquisició de la finca en la qual es troba el jaciment paleontològic de Cerro Pelado (Layna, Sòria) per part de l'ICONA, creant-se la primera reserva paleontològica d'Espanya. Cerro Pelado és un jaciment d'origen càrstic amb restes de mamífers del Pliocè.

## Mèrits i premis

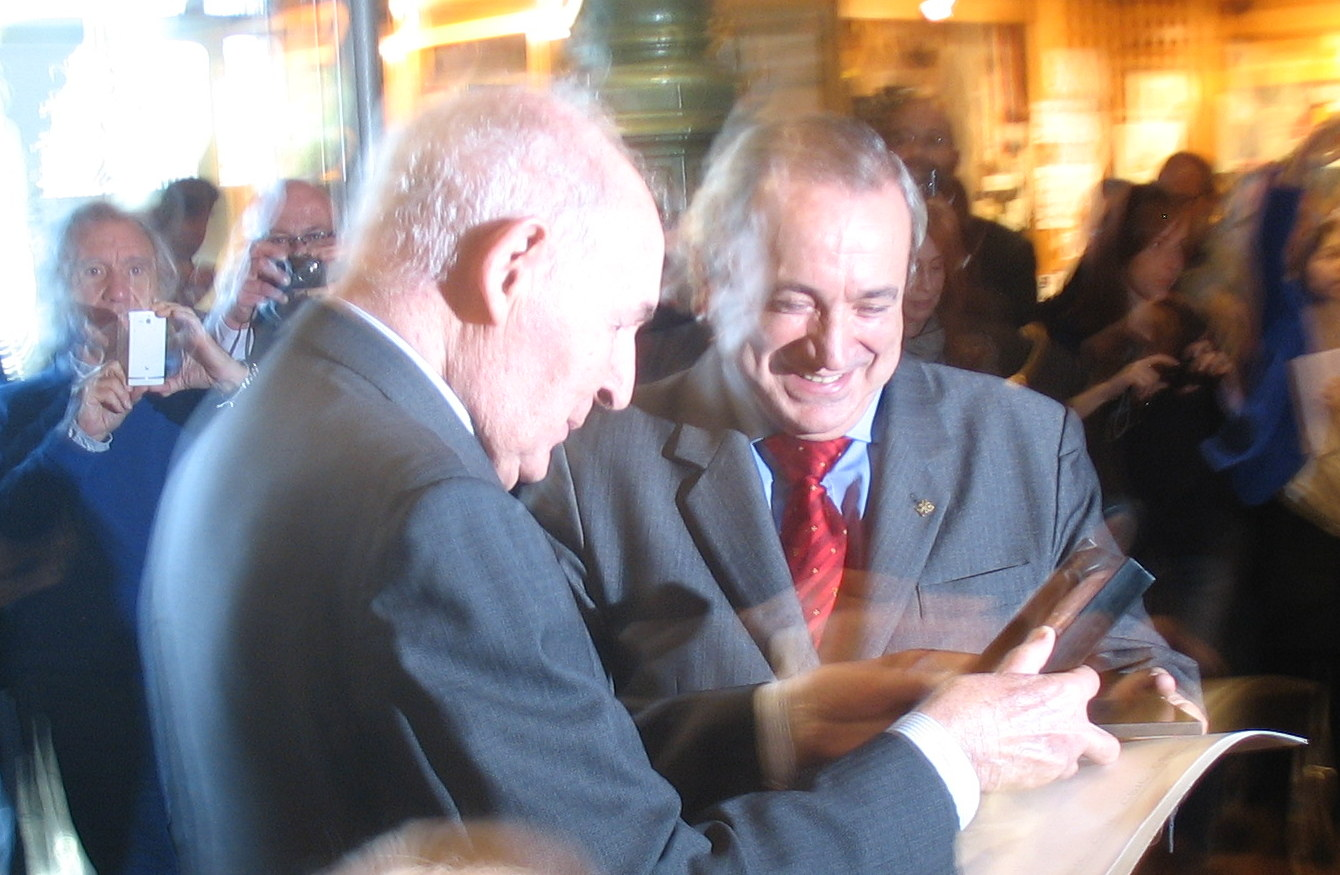
Entrega de la «Placa del CSIC» pel seu president, Emilio Lora-Tamayo, el 5 de març de 2015.

- 1955 Accèsit al Premi Nacional de finalització de Carrera
- 1997 Premi Príncep d'Astúries a la Recerca Científica i Tecnològica
- 1997 Medalla García-Cabrerizo a la Innovació en Ciència i Tecnologia.
- 1998 Premi de Castella i Lleó en Ciències Socials i Humanitats
- 17/12/1999 Se li concedeix la Medalla d'Or al Mèrit en el Treball[9]
- 2000 Doctor honoris causa per la Universitat de La Corunya.
- 24/05/2000 Acadèmic numerari de la Reial Acadèmia de Ciències Exactes, Físiques i Naturals
- 20/04/2007 Doctor honoris causa per la Universitat de Burgos.
- 2009 «Arquer d'Or» de l'Associació Espanyola per a l'Estudi del Quaternari (AEQUA).[5]
- 14/07/2011 Premi Evolución de la Fundació Atapuerca en les seves dues categories: «Valors humans» i «tasca científica».[10]

### Taxons dedicats
(Tots extints, basats en llurs respectives restes fòsils)
- Cricetodon (Hispanomys) aguirrei, (Sesé 1977).[11] Un cricetí.
- Hipparion concudense aguirrei, Sondaar 1961.[12] Un èquid.
- Paracamelus aguirrei, Morales, 1984.[13] Un camèlid.
- Pseudodryomys aguirrei, Adrover 1978.[14] Un glírid.

### Altres homenatges
- 2004 Quatre volums monogràfics en homenatge a Emiliano Aguirre (liber amicorum), corresponents al número 4 de la revista Zona Arqueológica, editada pel Museu Arqueològic Regional de la Comunitat de Madrid.[15]
- 2009 «El linaje de Emiliano», homenatge a Dinópolis.[5]
- 2011 L'ajuntament de Burgos li dedica el carrer «Emiliano Aguirre (paleontólogo)».[16]
- 2011 Exposició «Homenaje a Emiliano Aguirre» a la Fundació Atapuerca, posteriorment traslladada al centre de visitants dels jaciments d'Atapuerca.[17]
- 2015 Exposició temporal monogràfica al Museu Nacional de Ciències Naturals: «Emiliano Aguirre. Una vida excepcional dedicada a las Ciencias Naturales».[18]

## Publicacions

### Llibres
- Crusafont, M., Meléndez, B. y Aguirre, E. (Eds.) (1966). La evolución. La Editorial Católica, S.A. Biblioteca de Autores Cristianos [B.A.C.]. Sección VI (Filosofía), 258. 1014 págs. Madrid ISBN 978-84-220-0676-3 (4.ª ed., 1986)
- Aguirre, E., Carbonell, E. y Bermúdez de Castro, J. M. (Eds.) (1987). El Hombre fósil de Ibeas y el Pleistoceno de la Sierra de Atapuerca. Junta de Castilla y León. Valladolid ISBN 978-84-505-7066-3
- Aguirre, E. (Coord.) (1989). Paleontología. Consejo Superior de Investigaciones Científicas. Nuevas tendencias, 10. 433 págs. Madrid ISBN 978-84-00-06968-1
- Aguirre, E. y García Barreno, P. (2000). Evolución humana, debates actuales y vías abiertas. Real Academia de Ciencias Exactas, Físicas y Naturales. Madrid ISBN 978-84-87125-43-0
- Aguirre, E. (2008). Homo hispánico. Espasa Calpe, Espasa Forum. 389 págs. Madrid ISBN 978-84-670-2823-2

### Articles científics
(Seleccionats pel seu interès intrínsec o històric)
- Meléndez, B. y Aguirre, E. (1958): «Hallazgo de Elephas en la terraza media del río Manzanares (Villaverde, Madrid)». Las Ciencias, 23(4): 597-605
- Howell, FC; Butzer, KW y Aguirre, E. (1961): «Noticia preliminar sobre el emplazamiento acheulense de Torralba (Soria)». Excavaciones arqueológicas en España, 10: 3-38
- Aguirre, E. (1962): «Problemática paleontológica y selección natural». Bol. R. Soc. Esp. Hist. Nat. (Biol.), 60: 177–192
- Aguirre, E. y de la Macorra, L. (1964): «Sobre las formaciones supraorbitales en fósiles humanos». Boletín de la Real Sociedad Española de Historia Natural (Sección Biológica), 62: 73–83
- Aguirre, E. (1968): «Une interprétation biomécanique de l'evolution de la région glabellaire dans l'anthropogenèse». En: Guinzberg, V.V. (Ed.) Seventh International Congress of Anthropological and Ethnological Sciences. Naúka. Moscú
- Aguirre, E. (1969): «Revisión sistemática de los Elephantidae por su morfología y morfometría dentaria» [I y II].Estudios Geológicos, 24: 109-117 y 25: 123-177
- Aguirre, E. (1969): «Evolutionary History of the Elephant». Science, 164(3886): 1366-1376
- Aguirre, E. y Fuentes, C. (1969): «Los vertebrados fósiles de Torralba y Ambrona». En: Études sur le Quaternaire dans le monde. VIII Congrés INQUA: 433-437
- Crusafont, M. y Aguirre, E. (1973): «El Arenoso (Carrascosa del Campo, Cuenca): Primera fauna española de vertebrados del Estampiense superior». Boletín de la Real Sociedad Española de Historia Natural. Sección Geológica, 71: 21-28
- Aguirre, E. y Leakey, P. (1974): «Nakali: nueva fauna de Hipparion del Rift Valley de Kenya». Estudios Geológicos, 30: 219–227
- Aguirre, E. y Soto, E. (1974): «Nuevo fósil de Cercopitécido en el Pleistoceno inferior de La Puebla de Valverde (Teruel)». Estudios Geológicos, 30: 213-217
- Aguirre, E.; Basabe, J.M. y Torres, T. de (1976): «Los fósiles humanos de Atapuerca (Burgos): nota preliminar». Zephyrus, 26-27: 489-511
- Aguirre, E.; Díaz Molina, M. y Pérez González, A. (1976): «Datos paleomastológicos y fases tectónicas en el Neógeno de la Meseta Central Española». Trabajos del Neógeno y Cuaternario, 6: 7-29
- Aguirre, E. y Lumley, M.A. de (1977): «Fossil man from Atapuerca, Spain: their bearing on human evolution in the Middle Pleistocene». Journal of Human Evolution, 6: 681
- Aguirre, E. (1979): «Situación estratigráfica y geocronológica de los primitivos Homínidos fósiles de África». Boletín de la Real Sociedad Española de Historia Natural. (Sección Geológica), 77: 17-22
- Aguirre, E.; Lumley, M.A.; Basabe, J.M. y Botella, M. (1980): «Affinities between the mandibles from Atapuerca and L'Arago and some East African fossil Hominids». En: Leakey, R.E. y Ogot, B.A. (Eds.) Procedings of the 8th Panafrican Congress of Prehistory and Quaternary Studies, Nairobi, 5 to 10 Sept. 1977. ILLMIAP: 171-174
- Aguirre, E.; Alberdi, M.T.; Jiménez, E.; Martín, C.; Morales, J.; Sesé, C. y Soria, D. (1982): «Torrijos: nueva fauna con Hispanotherium de la cuenca media del Tajo». Acta Geológica Hispanica, 17(1-2): 39-61
- Aguirre, E. y Pasini, G. «The Pliocene-Pleistocene Boundary» (en anglès). Episodes, 8, 2, 1985, pàg. 116-120.
- Aguirre, E. (1988): «Crónica y desarrollo de la Paleontología Humana». En: VV.AA. Historia de la Paleontología. Madrid: Real Academia de Ciencias Exactas, Físicas y Naturales. Historia de la Ciencia: 89-119
- Rosas, A., Aguirre, E. y Bermúdez de Castro, J.M. (1991): «Mandibules et dents d'Ibeas (Espagne) dans le contexte de l'évolution humaine en Europe». L'Anthropologie, 95: 89–102
- Aguirre, E. (1992): «Atapuerca: Land change, caves and humans over Middle Pleistocene». Journal of Human Ecology, 2: 227–270
- Rosas, A. y Aguirre, E. (1999): «Restos humanos neandertales de la cueva del Sidrón, Piloña, Asturias. Nota preliminar». Estudios geológicos, 55(3-4): 181-190
- Aguirre, E. y Carbonell, E. (2001): «Early human expansions into Eurasia: The Atapuerca evidence». Quaternary International, 75: 11-18
- Aguirre, E. «Primeros desarrollos de la mente humana». Revista de la Real Academia de Ciencias Exactas, Físicas y Naturales, 97, 2003, pàg. 254-269.
- Aguirre, E. «Torralba y Ambrona. Un siglo de encuentros». Zona Arqueológica, 5, 2005, pàg. 40-77. ISSN: 1579-7384.
- Aguirre, E. «Recent debate and heavy evidence on human origin». Spanish Journal of Palaeontology, 28, 2, 2013, pàg. 123-128. Arxivat de l'original el 2015-02-16 [Consulta: 30 abril 2016].